# Handelsgesetz (Luxemburg)
Der Code de Commerce (in freier deutscher Übersetzung auch Gesetz über die Handelsgesellschaften), der in erster Fassung am 10. August 1915 verabschiedet wurde, ist das luxemburgische Handelsgesetzbuch.

## Geschichte
Am 10. August 1915 erschien die erste Fassung des Gesetzes. Eine Änderung des Gesetzes erfolgte am 15. Januar 1927. Im Unterschied zum deutschen HGB enthält das luxemburgische Handelsgesetz auch Vorschriften, die in Deutschland im Aktiengesetz und im Umwandlungsgesetz geregelt sind.
Das Handelsgesetz wird bei Bedarf geändert und an neue Entwicklungen angepasst.